# Пахарник

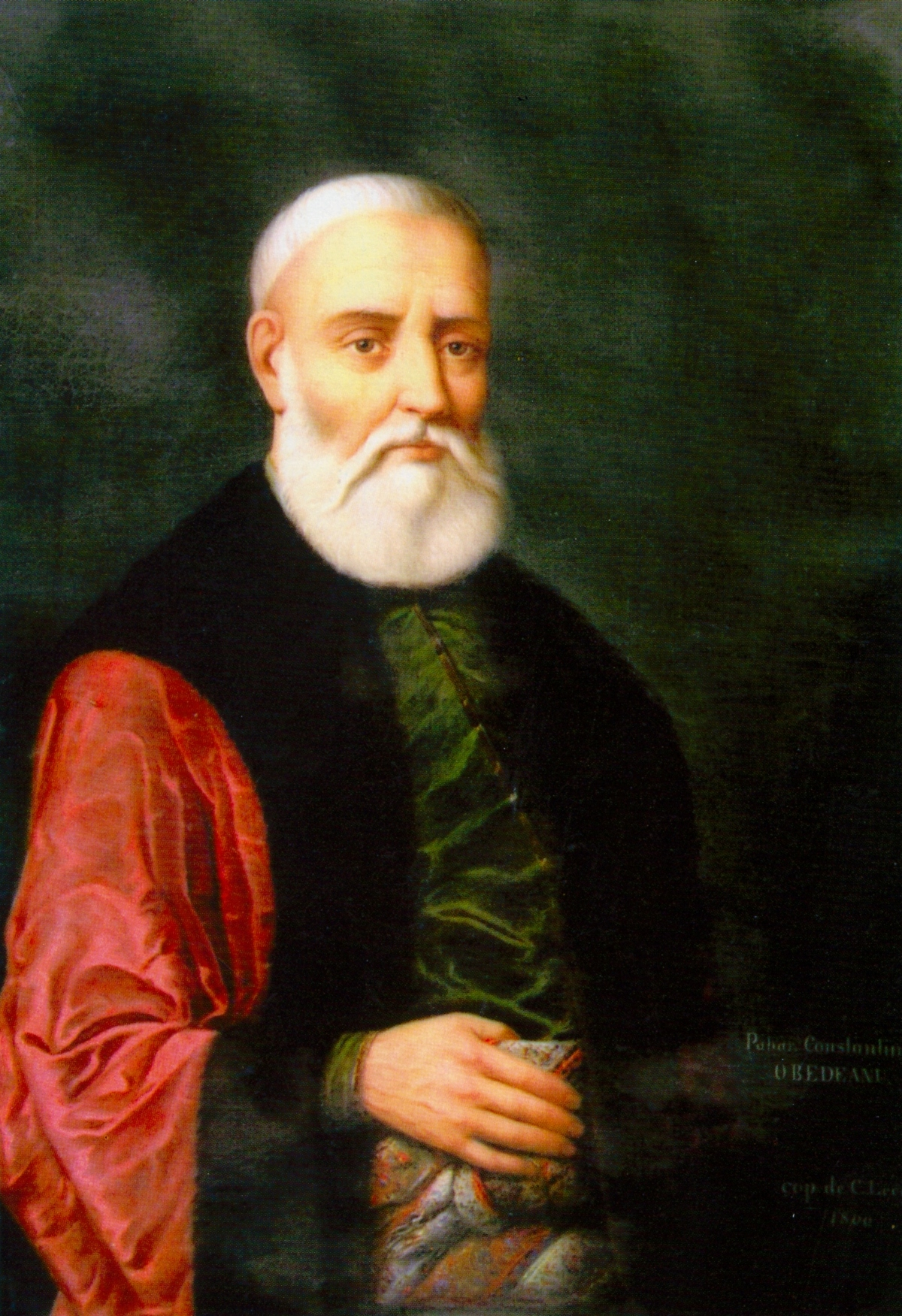
Пахарник Костянтин Обедеану з Крайови. Мал. 1860 року Костянтина Лекки, який сам був Пахарником

Пахарник, Пехарник також Чашник (рум. Păharnic, мол. Сeașnic, грец. παχαρνίκοσ) — ранг, посада, титул який у Середньовіччі носив боярин при дворі Господаря Молдовського та Волоського князівства. Шляхетський титул, що не передавався у спадок. Еквівалент чашника при дворі монарха, спочатку відповідального за розливання та отримання вина для палацу Молдавських і Волоських господарів. Згодом став головою придворної адміністрації, а у Волощині також мав військову функцію. Свита під управлінням цього боярина, зазвичай звана Păhărnicei, була в обох країнах також найманим (приватним) військом володаря.

## Історія
Пахарник або Чашник відпочатку був придворний слуга монарха, який піклувався про напій господаря, а на особливих прийомах або на свята він особисто прислухував пристолі, куштуючи напої, щоб переконатися, що вони не отруєні.
Пахарник це румунізований термін, що походить від церковнослов'янського варіанту Пєхарник. Вперше відоме задокументоване застосування 8 січня 1392 року у Волощині, та 18 листопада 1393 року в Молдові.
Перейшов до Молдови зі старої сербської та руської (староукраїнської) номенклатури адміністративних посад. До 14 століття землі Молдови входили до складу Київської Русі та Королівства Русі. Урядники та інші посадовці мали такі самі титули, як у Київській Русі (Великому князівстві Київському) та Руському Королівстві. Після занепаду Руського королівства, в Молдовському князівстві збереглись назви посад - (д)ворник, слугар, стольник, постельник, чашник та інші. Історик Іван Білярський зазначає, що термін пахарник походить від часів Східної Римської імперії та візантійського титулу пінкерна, який є його функціональним еквівалентом чашника. Складовим цього румунського терміну є pahar («кубок» або «чаша»), що потрапив до румунської та угорської мови  (pohár) можливо з Візантії. Або від сербо-хорватського pehar. Після проходження через слов’янську мову Paharnic перейшов до румунської мови як Пехарникȣ (Păharnic, pəˈharnic). Його вимовляли у такий спосіб до початку 18-го століття.
Згодом пехарник або чашник перетворився на голову адміністрації двору монарха, а також займався військовими справами. У Молдові та Волощині організовував свиту пана, що становила своєрідне приватне військо господаря, зокрема – сейменів у Волощині в XVII столітті. Згодом став титулом наближеного до монарха урядовця. Останній відомий володар цього титулу — Гризей. Посада була скасована за фанаріотів.
В Молдові, після окупації князівства Російської імперією, титул зберігся деякий час як номінальний для місцевої шляхти та деякий час використовувався у Бессарабській губернії. І в Молдові, і в Волощині російський режим у 1834–1854 рр. визнав багато титулів пахарників, наприклад у Іона Еліаде-Редулеску, Костянтина Брейлуя, художника Костянтина Лекка та інших представників молдовської шляхти. Поширення посад пахарника та інших високих посад, які роздавали Молдавські князі Йоан і Михайло Стурдзи, сприяло зміцненню аристократичної верхівни, а потім і невдалому повстанню проти Росії 1848 року. Після Кримської війни, за результатами Паризької конвенції (1858 р.), титули пахарника, як і всі інші історичні титули Молдовського та Волоського князівств, було скасовано російським царським режимом.
Цей титул продовжував використовуватися в 1860-х роках тими, хто його вже мав до цього, але лише як титул ґречності.